# Калеваљски национални парк
Калеваљски национални парк (рус. Калевальский) садржи једну од последњих бореалних борових шума у Европи. Налази се на граници између Русије и Финске. Парк се налази у Републици Карелија, 30 км северно од града Костомукше. Калевала, епска песма финског и карелијског усменог фолклора, је настала у овом региону. Традиционално становништво овог подручја су Лапонци и Карели.

## Топографија
Територија парка налази се на југоистоку Балтичког штита, и садржи најстарије стене у Европи (3 милиона година стари Прекамбријумски кристални гранити, гнајс, и слично), покривен младим слојем (20-30 метара) глацијалних наслага. За време плеистоценске глацијације, тешке континенталне ледене плоче су очистиле и депресовале регион, остављајући како су се топиле равне пејзаже језера и река. Западни део парка углавном је раван и прекривен шумом, док источни део има више брда и гребена, надморска висина у парку се креће између 105 и 278 метара. Због драгоценог минералног профила, рударство је главна индустријска грана у тој области, а важна је и дрвена грађа.
У парку се налази 250 потока и 400 језера. Само око 100 језера има површину већу од 10 хектара. Површина парка је прекривена са 85% шума, 9% мочвара и 6% језера и река. Мочварни системи су комплексни, а тресетно тло доминира у већем делу парка. Шума је углавном борова, са око 10% смрче и неколико процената брезе и јасике на местима бивших фарми.

## Клима
Клима у Калеваљским шумама је субполарна (Кепенова класификација климата: Dfc), која се карактерише дугим хладним зимама и кратким прохладним летима. Број дана под снегом се креће око 170-180; број дана без мраза се креће око 80–95 дана.

## Екорегион
Копнени екорегион Калеваљског парка спада у "Скандинавску и Руску тајгу" (WWF ID#608), а регион карактеришу четинарске шуме тајге. Слатководни екорегион је декларисан под називом "Дренажа Баренцовог мора" (FEOW ID#407), карактеришу га миграционе врсте, низак ниво ендемизма, и велики број врста које су населили људи. FEOW-о запажање гласи: "Рибља фауна се формира из имиграције врста из Атлантика и Сибира, са слабим саставом основних слатководних европских врста; тако "измиксована" природа рибље фауне је његова главна одлика".